# In piena luce
In piena luce (In Broad Daylight) è un film per la televisione statunitense del 1971 diretto da Robert Day.

## Trama
Un attore cieco Anthony Chapel propone un piano elaborato per uccidere sua moglie e il suo amante.

## Curiosità
Il film fu trasmesso per la prima volta in Italia in TV su Rai 2 il 21 dicembre 1978 nella rassegna horror settimanale Sette storie per non dormire, della quale facevano parte anche altri sei titoli: La casa che non voleva morire (1970), La vendetta (1971), Che succede al povero Allan? (1970), Hello Lola (1976), Natale con i tuoi (1972) e il celebre Trilogia del terrore (1975). È stato editato in DVD nel 2018 dall'etichetta Golem Video con il doppiaggio italiano dell'epoca.